# Huibert Ottevanger

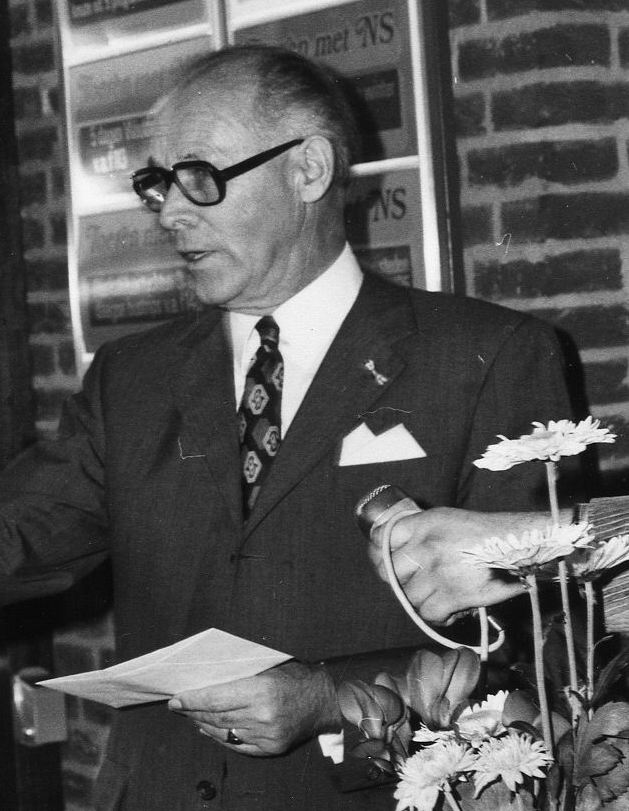
Burgemeester H. Ottevanger (1973)

Huibert Ottevanger (Soest, 16 februari 1911 – Buitenpost, 26 september 1996) was een Nederlands onderwijzer en burgemeester. Hij was gereformeerd en lid van de ARP.
Hij werd geboren als zoon van onderwijzer Cornelis Gerrit Ottevanger (*1881) en Jenneke Helena Verhagen (1886-1912). H. Ottevanger was tijdens de Tweede Wereldoorlog actief in het verzet. Hij was betrokken bij diverse acties zoals een overval op het distributiekantoor in Slochteren en een kraak op het politiebureau van Veendam. Daarnaast was hij actief in de illegale pers zoals bij Trouw, eerst hielp hij in Noord-Holland bij de opbouw van de organisatie, samen met J. Boot, H. Toby en P. Tjeerdsma en drukker J.C. Kat uit Hillegom. Vanaf januari 1944 was Ottevanger leider in Groningen, waar hij samenwerkte met W. Speelman, T. J. Jansen en dr. R. J. Dam. Daarnaast droeg in de laatste jaren van de oorlog bij aan het blad 'Doorgeven', waarin hij samenwerkte met onder anderen Hielke Antonides en Jakob Bruggema. Na de oorlog zat hij in de redactie van 'Hoe Groningen streed'. Hij was tussen 1946-1960 burgemeester van Ulrum – waar hij aan de wieg stond van het 1000-woningenplan – tussen 1960 en 1966 van Kollumerland en Nieuwkruisland en daarna van Achtkarspelen van 1 september 1966 tot 26 februari 1976.